# Alfred Nobel
Alfred Bernhard Nobelⓘ (Estocolmo, 21 de outubro de 1833 — Sanremo, 10 de dezembro de 1896) foi um químico, engenheiro, inventor, empresário e filantropo sueco. Ele é mais conhecido por ter deixado sua fortuna para estabelecer o Prêmio Nobel, embora também tenha feito várias contribuições importantes para a ciência, mantendo 355 patentes em sua vida. Sua invenção mais famosa foi a dinamite, um meio mais seguro e fácil de aproveitar o poder explosivo da nitroglicerina; foi patenteado em 1867 e logo foi usado em todo o mundo para mineração e desenvolvimento de infraestrutura.
Nobel demonstrou desde cedo uma aptidão para a ciência e a aprendizagem, particularmente em química e línguas; ele tornou-se fluente em seis idiomas e registrou sua primeira patente aos 24 anos. Também embarcou em muitos empreendimentos comerciais com sua família, mais notavelmente possuindo Bofors, um produtor de ferro e aço que ele desenvolveu em um grande fabricante de canhões e outros armamentos.
Depois de ler um obituário errôneo condenando-o como um aproveitador da guerra, Nobel foi inspirado a deixar sua fortuna para a instituição do Prêmio Nobel, que reconheceria anualmente aqueles que "conferiram o maior benefício à humanidade". O elemento sintético nobélio recebeu seu nome, e seu nome e legado também sobrevivem em empresas como Dynamit Nobel e AkzoNobel, que descendem de fusões com empresas que ele fundou.
Nobel foi eleito membro da Real Academia Sueca de Ciências, que, de acordo com seu testamento, seria responsável pela escolha dos laureados com o Prêmio Nobel de física e química.

## Biografia

### Família

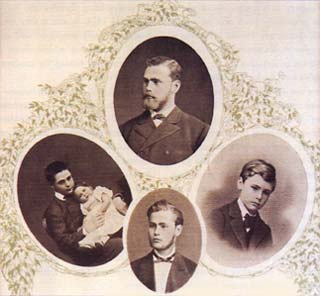
Os quatro filhos de Immanuel Nobel Jr. de cima no sentido horário: Robert, Alfred, Ludvig e Emil (bebê)

O sobrenome Nobelius foi usado por Petter Nobelius (Petrus Olai Nobelius), que viveu em Skåne entre 1655 e 1707, entre os ancestrais de Nobel. Seu nome de nascimento era Peter Olofsson (latinizado como Petrus Olai), mais tarde ele acrescentou o latinizado Nobelius após seu local de nascimento Nöbbelöv. A esposa de Petrus Olai Nobelius era Wendela, filha de Olof Rudbeck, então Alfred Nobel é um descendente direto de Rudbeck.
O avô de Alfred Nobel, Immanuel Nobelius, era um suboficial do Regimento Uppland. Foi ele quem mudou o sobrenome primeiro para Nobel e depois para Nobel. Em 1786, seu sobrenome Nobel é mencionado pela primeira vez na lista do regimento. Em 1788, Emanuel Nobel casou-se com Anna Rosell. Um ano depois, a família mudou-se para Uppsala. Em 1800, Immanuel Nobel foi nomeado médico assistente do município de Gävle. Após a morte de seu marido em 1795. Immanuel Nobel casou-se com Brita Ahlberg em Eles nasceram em 1801. um filho que também se chamava Emanuel. Mais tarde, ele se tornou o pai de Alfred Nobel.
Em 1827, Immanuel Nobel casou-se com a jovem Andriette Ahlsell. Andriette Ahlsell veio de uma família rica e educada. Seu pai era contador. Após o casamento, a família alugou um apartamento em Estocolmo. Seu primeiro filho Robert nasceu em 1829. em e o filho seguinte Ludvig em 1831. no ano. Immanuel Nobel, o Jovem, era um renomado mestre de obras que não faltava ao trabalho. Inicialmente, a família sempre tinha pão na mesa. Um pouco mais tarde, no entanto, Emanuel experimentou falhas com vários edifícios. Por exemplo, durante a construção da ponte, três barcaças que transportavam materiais de construção foram destruídas. No caso de uma casa, descobriu-se que sua fundação começou a afundar, e Nobel teve que reconstruir toda a ala da casa. Além disso, a casa de Nobel em Långholmen foi em 1832. fogo na véspera de Ano Novo. Como resultado desses acidentes, o negócio de Immanuel Nobel faliu. A família foi forçada a se mudar para um apartamento modesto em Norrlandsgatan 11. Justamente quando a situação econômica da família não era boa, nasceu 1833. seu terceiro filho em Ele foi nomeado Alfredo. O filho mais novo da família, Emil, nasceu em 1843. em São Petersburgo. Andriette mais tarde deu à luz outro filho e filha, mas ambos morreram na infância.

### Infância e juventude
| |  |  |
| Immanuel Nobel, o Jovem ( 24 de março de 1801 - 3 de setembro de 1872 ) foi um engenheiro, arquiteto, inventor e industrial sueco. Ele foi o inventor do torno de madeira compensada usado na produção de madeira compensada. Como arquiteto, Nobel projetou, entre outras coisas, a Casa Nobel em Turku. Karolina Andriette Ahlsell (1803 -1889) foi a mãe do cientista Alfred Nobel. |  |  |

Alfred Bernhard Nobel nasceu em 21 de outubro de 1833 em Estocolmo, na época, no Reino da Suécia e Noruega. Era o terceiro filho de Immanuel Nobel, engenheiro civil e inventor, e de Andrietta Ahlsell, que provinha de uma família abastada sueca. O casal se casou em 1827 e teve oito filhos. A família ficou empobrecida e apenas Alfred e seus três irmãos sobreviveram além da infância. Eles viviam em Estocolmo até que a empresa de Immanuel faliu. Andrietta e os filhos foram para a Finlândia, ao passo que Immanuel tentava montar um negócio em São Petersburgo, na Rússia. Nessa época Alfred estava com quatro anos de idade. Andrietta abriu uma mercearia para ganhar algum dinheiro e quando o marido obteve sucesso numa oficina de equipamento para o exército russo, mudaram-se todos para São Petersburgo.
Em seu primeiro ano de trabalho em Turku, Immanuel conseguiu enviar tanto dinheiro para a família que Andriette conseguiu abrir uma pequena loja de laticínios e vegetais. Robert, Ludvig e Alfred ganharam extra vendendo fósforos na rua. Andriette queria dar uma boa educação às crianças e as matriculou na Escola Paroquial de Jacobi. Alfred só foi à escola por um ano, Ludvig três anos e Robert três anos e meio. Robert deixou a escola em 1841 para se tornar um marinheiro. Ele foi aceito como zelador de cabine de um capitão em um navio com destino à América do Sul. Era uma profissão típica em que meninos de boas famílias tinham o primeiro gosto pela navegação.

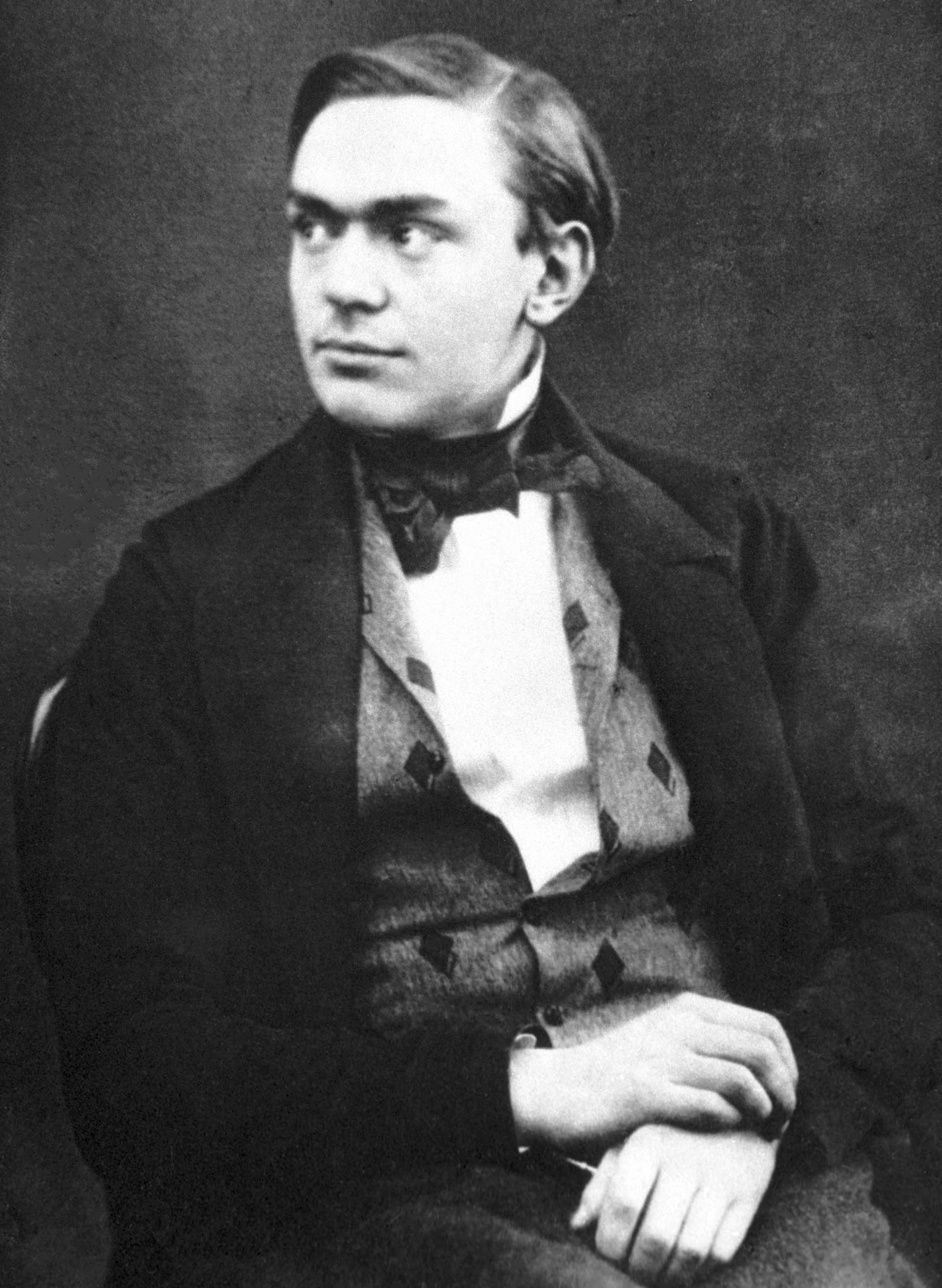
Alfred Nobel em uma idade jovem na década de 1850

Foi em São Petersburgo que ele e os irmãos estudaram. Rapidamente se notou um elevado interesse pela Literatura e pela Química. O pai, ao perceber isto, enviou-o para o estrangeiro para ganhar experiência no campo da Engenharia Química. Visitou países tais como França, Alemanha e Estados Unidos. Foi em Paris que conheceu o jovem químico italiano Ascanio Sobrero, que três anos antes tinha inventado a nitroglicerina. O inventor fascinou Nobel devido ao seu potencial na engenharia civil.
Após vários fracassos nos negócios, o pai de Nobel mudou-se para São Petersburgo, na Rússia, e lá cresceu com sucesso como fabricante de máquinas-ferramentas e explosivos. Ele inventou o torno de folheado (que possibilitou a produção de madeira compensada moderna) e começou a trabalhar no torpedo. Em 1842, a família juntou-se a ele na cidade, Agora próspero, seus pais conseguiram enviar Nobel para professores particulares e o menino se destacou em seus estudos, principalmente em química e idiomas, alcançando fluência em inglês, francês, alemão e russo. Por 18 meses, de 1841 a 1842, Nobel foi para a única escola que frequentou quando criança, em Estocolmo.
Em 1852 foi trabalhar para a empresa do pai com os seus irmãos, e realizou experiências com o fim de arranjar um uso seguro e passível de vender para a nitroglicerina. Não obteve quaisquer resultados. Em 1863, retornou à Suécia com o objetivo de desenvolver a nitroglicerina como explosivo. Mudou-se para uma zona isolada depois da morte do irmão Emil numa das suas explosões experimentais. Tentou então tornar a nitroglicerina num produto mais manipulável, juntando-lhe vários compostos, que a tornaram de facto numa pasta moldável, a dinamite. A sua invenção veio facilitar os trabalhos de grandes construções tais como túneis e canais.
Nobel ganhou proficiência em sueco, francês, russo, inglês, alemão e italiano. Ele também desenvolveu habilidade literária suficiente para escrever poesia em inglês. Sua Nêmesis é uma tragédia em prosa em quatro atos sobre a nobre italiana Beatrice Cenci. Foi impresso enquanto ele estava morrendo, mas todo o estoque foi destruído imediatamente após sua morte, exceto três cópias, sendo considerado escandaloso e blasfemo. Foi publicado na Suécia em 2003 e foi traduzido para o esloveno, francês, italiano e espanhol.

### Saúde e relacionamento

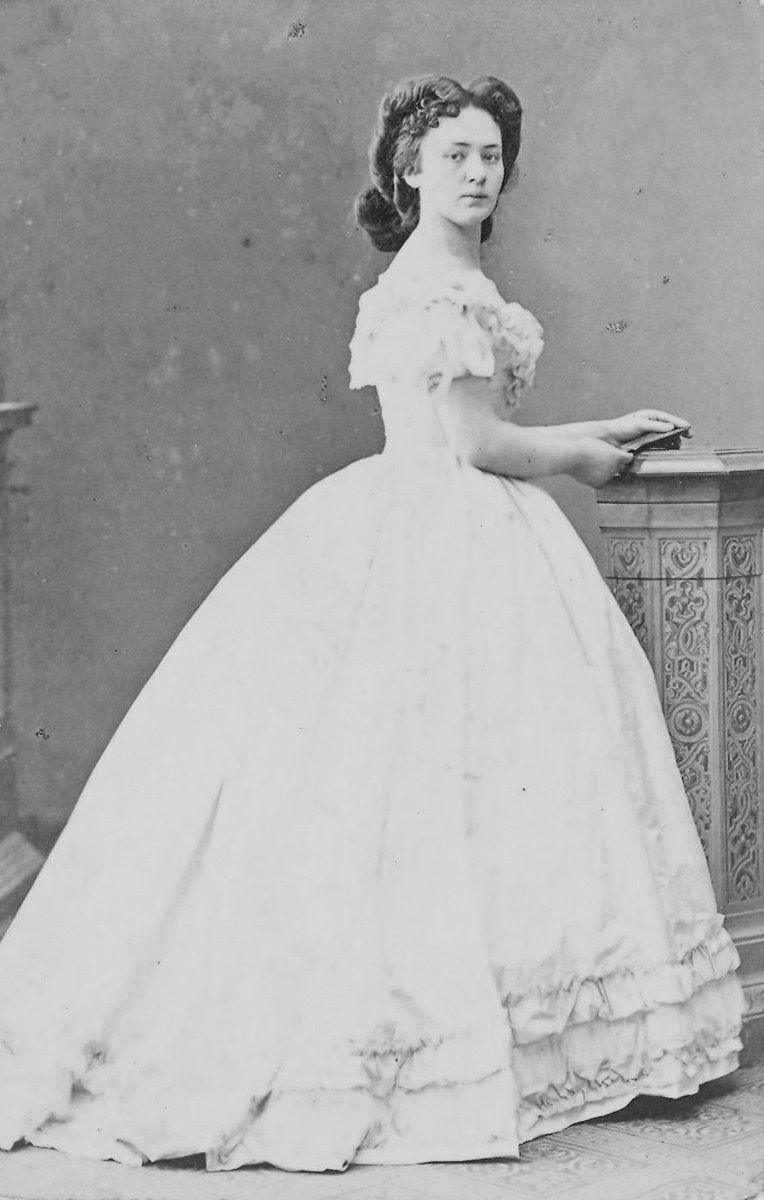
Em 1876, com o incentivo de seus empregadores, Bertha Von Suttner respondeu a um anúncio de jornal que a levou a se tornar brevemente secretária e governanta de Alfred Nobel em Paris.

Nobel viajou durante grande parte de sua vida empresarial, mantendo empresas na Europa e na América, mantendo uma casa em Paris de 1873 a 1891. Ele permaneceu um personagem solitário, dado a períodos de depressão. Ele permaneceu solteiro, embora seus biógrafos notem que ele teve pelo menos três amores, o primeiro na Rússia com uma garota chamada Alexandra que rejeitou sua proposta. Em 1876, ele anuncia em um jornal vienense " Um senhor idoso muito rico, altamente educado, residente em Paris, procura uma senhora com conhecimentos de línguas, também de certa idade, como secretária e chefe de família". Em 1876, a condessa austro-boêmia Bertha Kinskytornou-se sua secretária, mas ela o deixou após uma breve estadia para se casar com seu amante anterior, o barão Arthur Gundaccar von Suttner. Seu contato com Nobel foi breve, mas ela se correspondeu com ele até sua morte em 1896, e provavelmente influenciou sua decisão de incluir um prêmio da paz em seu testamento. Ela recebeu o prêmio Nobel da Paz de 1905 "por suas atividades sinceras de paz. O relacionamento mais duradouro de Nobel foi com Sofija Hess, de Celje, que ele conheceu em 1876. A ligação durou 18 anos.
Nobel permaneceu solteiro ao longo de sua vida. Em seu livro publicado em 1947, Christopher Erik Ganter afirmou que Alfred Nobel, de 17 anos, conheceu uma jovem chamada Ilonka Popov em São Petersburgo, que se tornou seu grande amor. No entanto, Popov morreu de escarlatina. No outono de 1876, Nobel conheceu a vienense Sofia Hess, de vinte anos, muito mais nova que ele, e se apaixonou. Depois de alguns anos, Nobel comprou para ela um apartamento valioso em Paris. O relacionamento terminou depois que Sofia começou a viver luxuosamente e a namorar homens mais jovens. Após a morte de Nobel, Sofia recebeu apenas uma doação testamentária muito pequena, mas com a ajuda de cartas escritas por Nobel, ela conseguiu extorquir uma quantia desconhecida de dinheiro das partes da herança, com a qual as cartas foram resgatadas dela.
Apesar de sua riqueza, Nobel viveu relativamente modestamente, pelo menos em comparação com seus irmãos. Ele gostava de flores e plantas, que ele tinha muito em seus quintais e apartamentos. O seu estômago de viagem obrigou-o a prestar especial atenção à sua dieta, mas ainda tinha uma adega de grande qualidade. Nobel gostava de literatura clássica, especialmente francesa e inglesa. Ele ia muito à ópera, ao teatro e às corridas de cavalos.

### Residência

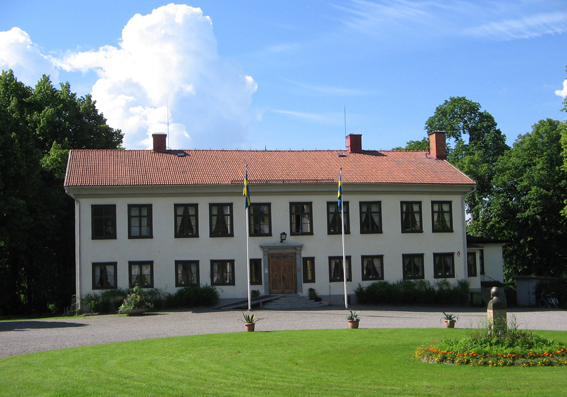
Björkborn Manor, em Karlskoga, foi a última residência de Alfred Nobel na Suécia

Nos anos de 1865 a 1873, Alfred Nobel teve sua casa em Krümmel, Hamburgo, depois mudou-se para uma casa na Avenue Malakoff em Paris no mesmo ano. Em 1894, quando ele adquiriu Bofors-Gullspång, a Mansão Björkborn foi incluída, ele ficou em sua mansão na Suécia durante os verões. A mansão tornou-se sua última residência na Suécia e depois de sua morte funcionou como um museu.

### Carreira cientifica e invenções
Quando jovem, Nobel estudou com o químico Nikolai Zinin; depois, em 1850, foi a Paris para dar continuidade ao trabalho. Lá conheceu Ascanio Sobrero, que havia inventado a nitroglicerina três anos antes. Sobrero se opôs fortemente ao uso de nitroglicerina porque era imprevisível, explodindo quando submetido a calor ou pressão variável. Mas Nobel ficou interessado em encontrar uma maneira de controlar e usar a nitroglicerina como um explosivo comercialmente utilizável; tinha muito mais poder do que a pólvora. Em 1851, aos 18 anos, ele foi para os Estados Unidos por um ano para estudar, trabalhando por um curto período com o inventor sueco-americano John Ericsson, que projetou o Couraçado da Guerra Civil Americana, USS Monitor. Nobel registrou sua primeira patente, uma patente inglesa para um medidor de gás, em 1857, enquanto sua primeira patente sueca, que ele recebeu em 1863, foi sobre "maneiras de preparar pólvora". A fábrica da família produziu armamentos para a Guerra da Crimeia (1853-1856), mas teve dificuldade em voltar à produção doméstica regular quando os combates terminaram e eles pediram falência.
Em 1859, o pai de Nobel deixou sua fábrica aos cuidados do segundo filho, Ludvig Nobel (1831-1888), que melhorou muito o negócio. Nobel e seus pais voltaram da Rússia para a Suécia e Nobel dedicou-se ao estudo de explosivos, e especialmente à fabricação e uso seguro da nitroglicerina. Nobel inventou um detonador em 1863, e em 1865 projetou o detonador.

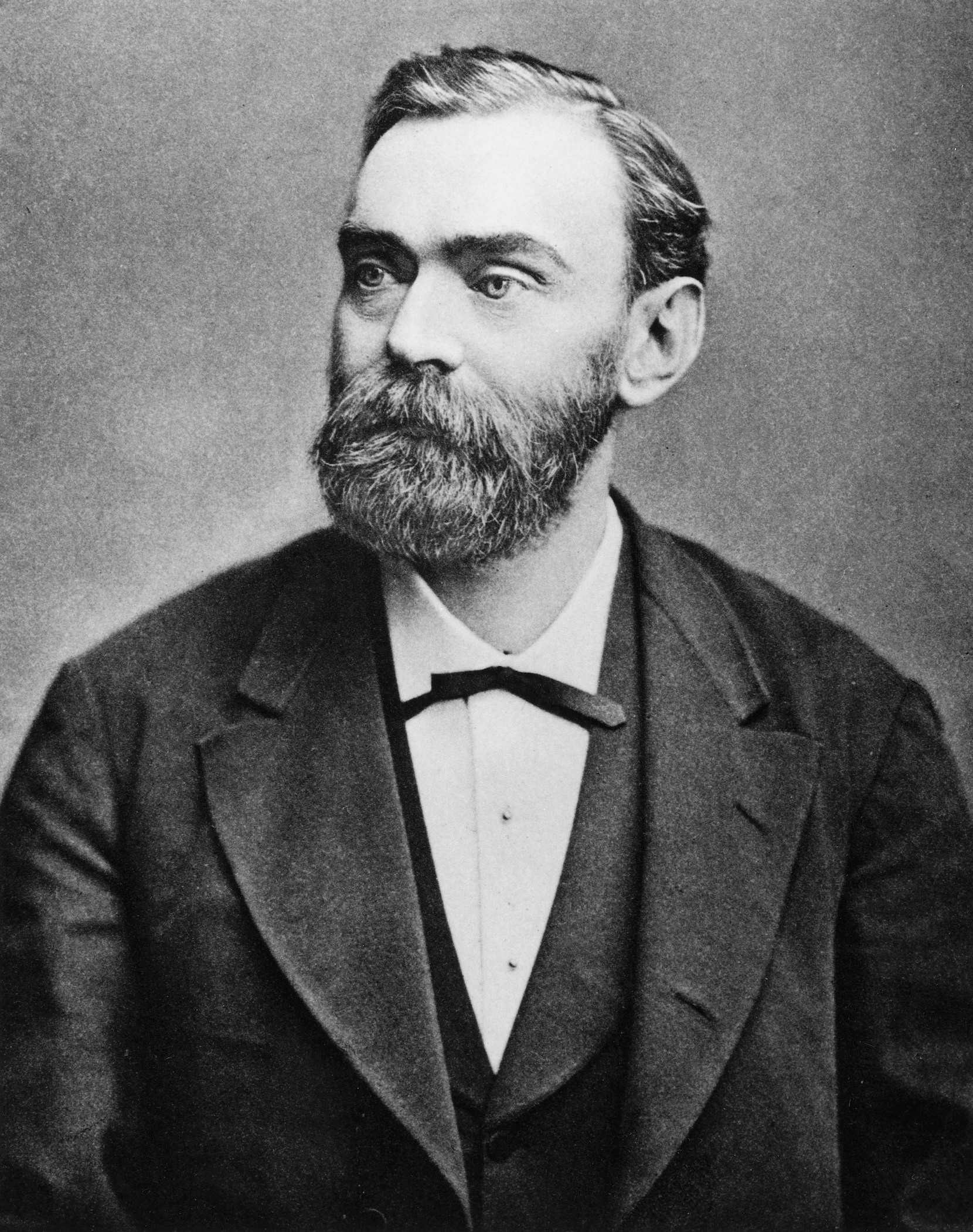
Alfred Nobel

Em 3 de setembro de 1864, um galpão usado para preparação de nitroglicerina explodiu na fábrica em Heleneborg, Estocolmo, Suécia, matando cinco pessoas, incluindo o irmão mais novo de Nobel, Emil. Atormentado pelo acidente, Nobel fundou a empresa Nitroglycerin Aktiebolaget AB em Vinterviken para que pudesse continuar trabalhando em uma área mais isolada. Nobel inventou a dinamite em 1867, uma substância mais fácil e segura de manusear do que a nitroglicerina, mais instável. A dinamite foi patenteada nos EUA e no Reino Unido e foi amplamente utilizada na mineração e na construção de redes de transporte internacionalmente. Em 1875, Nobel inventou a gelignita, mais estável e poderosa que a dinamite, e em 1887, a balistita patenteada, predecessora da cordite.
Nobel montou fábricas na maioria dos países europeus e na América do Norte para poder se beneficiar de suas invenções. Ele também tinha interesses em várias outras empresas, como a Branobel em Baku, Azerbaijão e a siderúrgica Bofor em Karlskoga, onde teve uma grande oficina experimental, entre outras coisas para desenvolver uma pólvora com baixo desenvolvimento de fumaça. Ele também construiu uma fábrica de padrões para a fabricação de canhões.
Alfred Nobel voltou a Estocolmo com o dinheiro e começou a expandir a produção em seu laboratório. Ele foi assistido por seu pai, seu irmão Emil, o jovem engenheiro C. E. Hertzman e alguns ajudantes. Em 3 de setembro de 1864, Emil Nobel e Hertzman estavam trabalhando em experimentos em laboratório e, provavelmente, inadvertidamente, permitiram que a nitroglicerina aquecesse mais de 180 graus. Houve uma explosão que abalou toda Estocolmo. Emil Nobel, Hertzman e três outros trabalhadores foram mortos. Alfred Nobel estava no prédio ao lado e foi ferido por fragmentos de vidro quebrado. O pai estava mais longe e escapou ileso, mas o susto que sentiu pode ter afetado sua saúde. Cerca de um mês depois, ele teve um derrame que causou paralisia.
A fé de Alfred Nobel no futuro da nitroglicerina não foi diminuída pelo acidente. Como o número de pedidos continuou a crescer, ele decidiu estabelecer uma empresa. Em 22 de outubro de 1864, foi fundada a empresa Nitroglycerin Aktiebolag. Alfred Nobel vendeu sua patente para a empresa por 100 000 coroas suecas e ações. No entanto, houve problemas com o início da produção, pois a polícia, assustada com a explosão, proibiu a produção de nitroglicerina no território da cidade. Inicialmente, também não foi encontrado nenhum lugar nos arredores da cidade, e o laboratório foi montado em uma barca alugada para Mälaren. Nobel passou o inverno em um laboratório móvel frio montando a produção e indo para as minas introduzindo um explosivo. No final de janeiro de 1865, a empresa comprou uma antiga fazenda em Vinterviken, perto de Estocolmo, no estuário de Mälaren. O equipamento foi transferido para o antigo estábulo. Alfred Nobel deixou a construção de prédios de produção para seus parceiros de negócios e foi ele mesmo para a Alemanha.

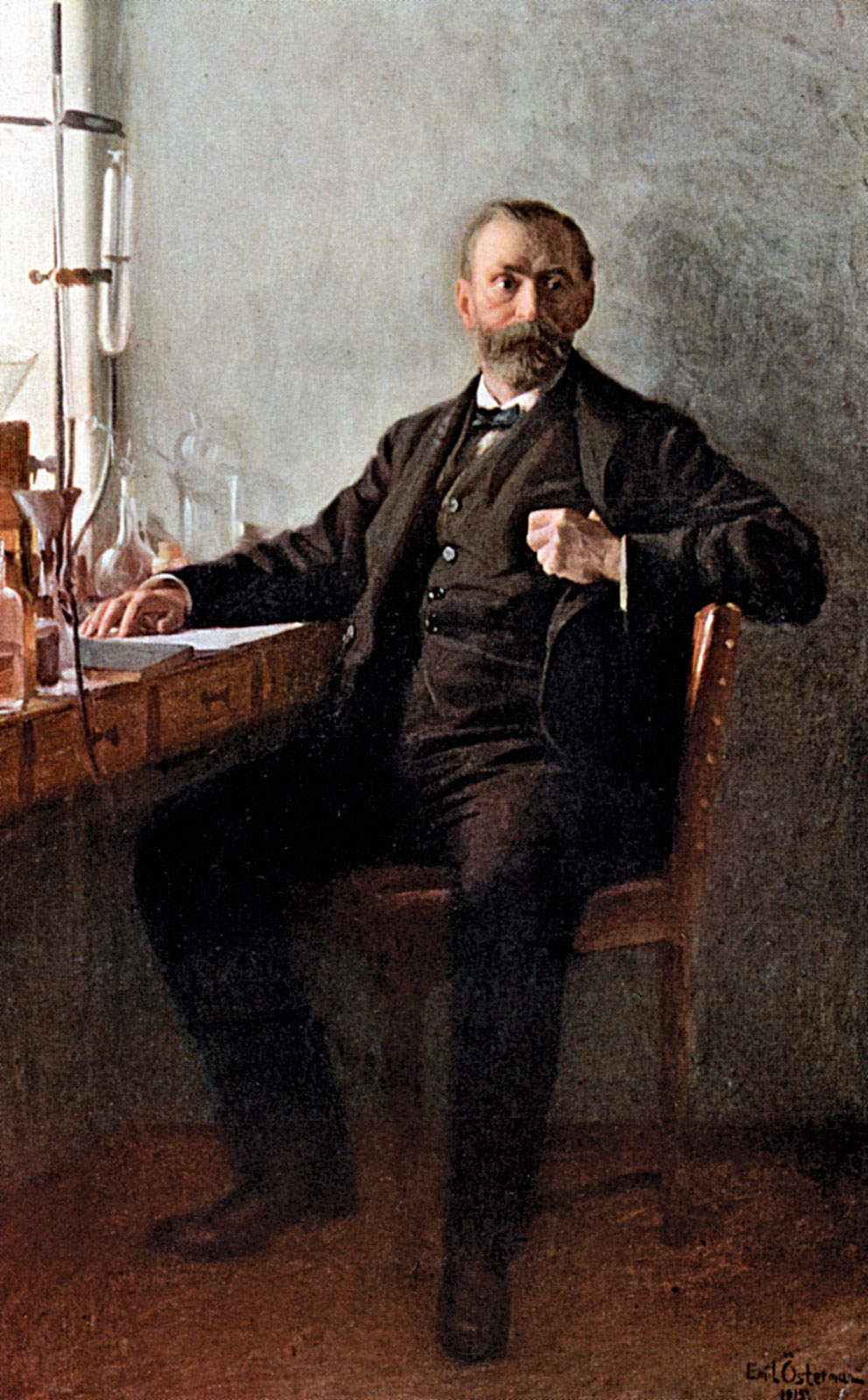
Alfred Nobel em uma pintura de Emil Österman (1915)

Em 25 de junho de 1865, uma empresa de explosivos também foi fundada na Noruega. Alfred Nobel vendeu sua patente registrada na Noruega para uma empresa por 10 000 táleres de prata. Este foi seu único negócio em que ele trocou a patente apenas por dinheiro porque precisava do dinheiro para iniciar uma empresa na Alemanha.
Em 1866, Nobel tentou encontrar um mercado para a nitroglicerina na Grã-Bretanha. Embora houvesse necessidade de seu produto, ele não conseguiu encontrar nenhum parceiro interessado em construir uma empresa. Ele inicialmente o deixou quebrado e decidiu se concentrar no mercado americano.
Seus irmãos Robert e Ludvig começaram a extrair petróleo em Baku, na província russa de Baku, em 1874. Quatro anos depois, com Alfred como um dos financiadores, eles formaram a companhia petrolífera Tovaristjestvo Neftjanovo Proizvodstva Bratjev Nobel (Nobel Brothers Oil Production Company), que foi logo encurtado para Branobel. A empresa rapidamente se tornou a segunda maior empresa de petróleo do mundo, depois da Standard Oil de Rockefeller, e dominou o mercado europeu até a Revolução Russa. Durante o auge da empresa, ela tinha várias centenas de escritórios espalhados pela Ucrânia e Leste Europeu, da Polônia e do Báltico até o leste dos Montes Urais. Em 1918, as fábricas foram nacionalizadas, e assim terminou a influência dos irmãos Nobel nessas indústrias. Cerca de 12 por cento da fortuna legada de Alfred consistia em ações da companhia petrolífera.
Com todos esses compromissos, seguiu-se que vários problemas técnicos e financeiros tiveram que ser resolvidos, e isso significava que Alfred Nobel estava em movimento há muito tempo em uma ampla gama de países. Isso lhe rendeu o epíteto de "o vagabundo mais rico da Europa". Ele também havia estudado em cinco idiomas diferentes em cinco países diferentes e, portanto, podia falar cinco idiomas fluentemente, sueco, russo, inglês, francês e alemão.

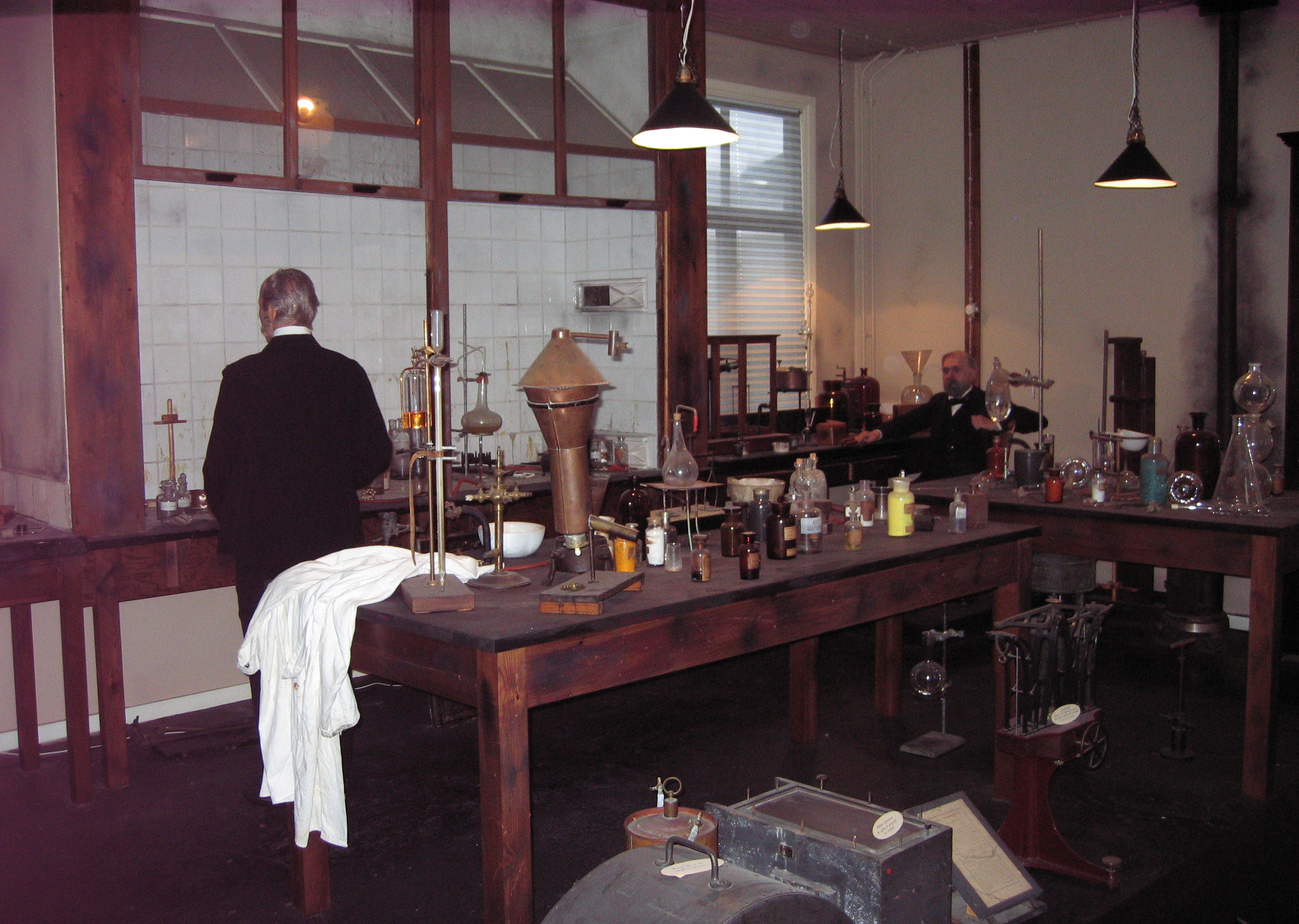
Reconstrução do laboratório Nobel no Museu Nobel em Björkborn

Trabalhou como químico em vários laboratórios estrangeiros, inclusive com o professor Pelouze em Paris. Lá ele teve uma boa oportunidade de estudar nitroglicerina e outros explosivos. Devido aos muitos acidentes ocorridos tanto durante a fabricação quanto durante o transporte da nitroglicerina, tanto a fabricação quanto o uso deste explosivo foram proibidos em vários países. A grande necessidade de um explosivo mais forte do que a pólvora, juntamente com o intenso interesse de seu pai nessa fabricação, inspirou Nobel a tentar com grande energia uma forma de nitroglicerina mais manejável e menos perigosa. Um grave acidente no laboratório de seu pai em Heleneborg não o deteve. Em pouco tempo, conseguiu acesso a capital para a construção de uma fábrica em Vinterviken, perto de Estocolmo, e outra em Krümmel, próxima a Hamburgo.
Foi durante uma estadia na fábrica em Krümmel que em 1866 ele fez sua primeira invenção, a dinamite. Ele então fez uso cuidadoso dos recursos do lugar: o Lüneburgheden, onde está localizado Lauenburg, é uma areia poderosa com camadas subjacentes de terra de diatomáceas diluvianas. A dinamite consistia precisamente de terra diatomácea, que foi prensada com nitroglicerina.
Um exemplo que mostra como esta invenção marcou época é que durante a explosão do túnel de São Gotardo, de acordo com um relatório, 20 milhões de francos foram economizados (não está claro se francos franceses ou suíços) e vários anos foram ganhos, em comparação com a estimativa.
A dinamite espalhou-se rapidamente por todo o mundo. Nobel dedicava muito tempo aos seus laboratórios, de onde saíram outros inventos (já não relacionados com explosivos), tais como a borracha sintética. O trabalho intenso durante toda a sua vida não lhe deixou muito tempo para a vida pessoal; tinha apenas uma grande amiga, Bertha Kinsky, que lhe transmitiu os seus ideais pacifistas. Isto iria contribuir para a criação de uma fundação com o seu nome, que promovesse o bem-estar da Humanidade. Nobel foi eleito membro da Real Academia Sueca de Ciências em 1884, a mesma instituição que mais tarde selecionaria laureados para dois dos prêmios Nobel, e recebeu um doutorado honorário da Universidade de Uppsala em 1893.

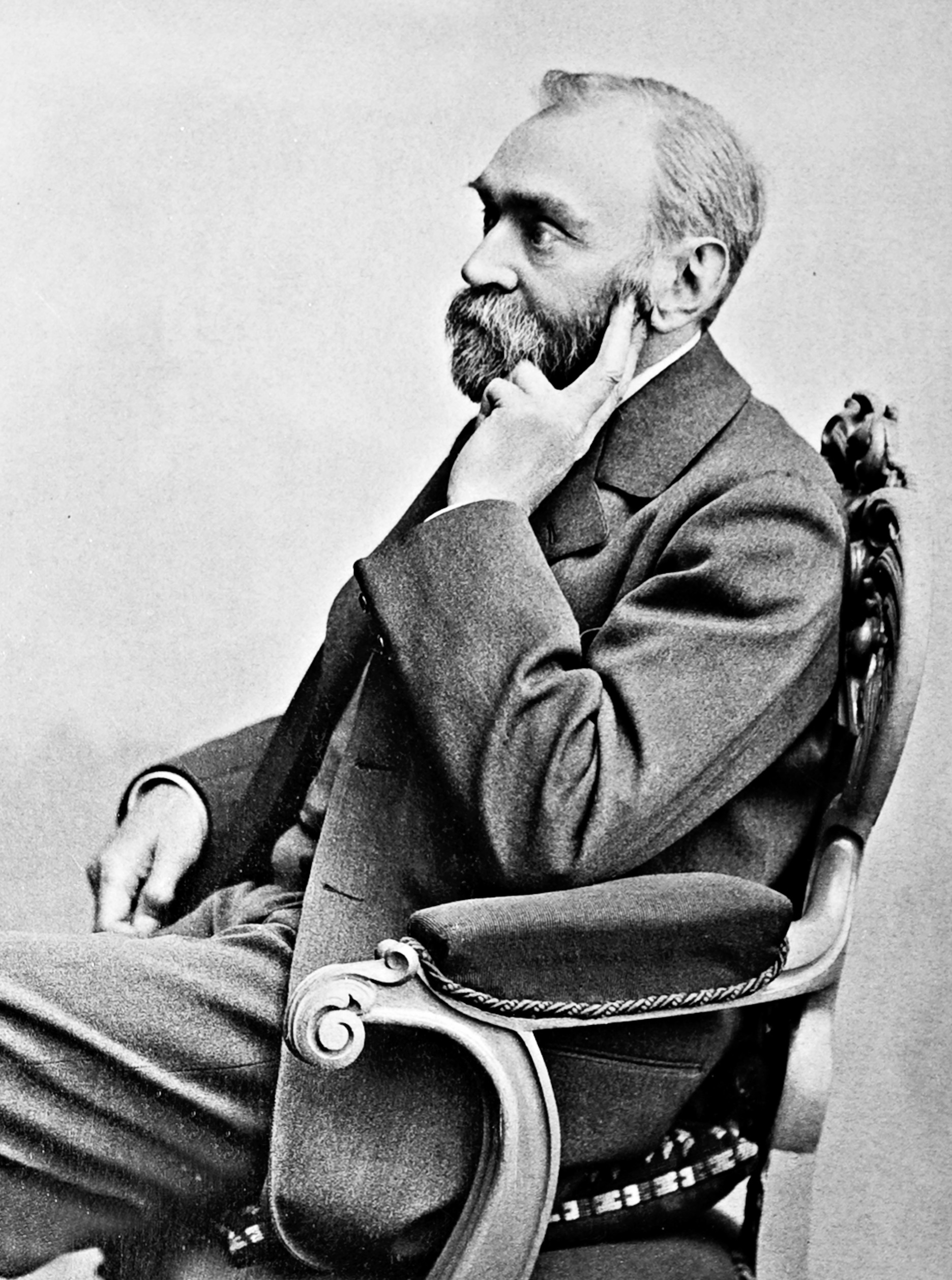
Retrato de Alfred Nobel pelo fotógrafo sueco Gest Florman

Na virada do ano 1893/1894, Alfred assumiu uma grande participação na Bofors, Karlskoga, por um milhão de coroas. Pouco tempo depois, ele era o único proprietário da fábrica e indústrias vizinhas. De 1894 a 1896, Nobel morou na mansão de Björkborn em Karlskoga, onde trabalhou com sua recém-adquirida fábrica de armas. Em 1896 transferiu seu grande laboratório técnico-científico de Paris para sua vila em San Remo, perto de Gênova, onde viveu até sua morte no mesmo ano.
Um conflito entre a Suécia e a França surgiu quando o testamento de Nobel deveria ser processado. O estado francês acreditava que a França deveria ser considerada sua pátria. Mas o tribunal francês concordou que "onde um homem tem seus cavalos lá, ele mesmo considera sua casa" e Alfred Nobel teve seus garanhões russos na mansão de Björkborn.
Os irmãos de Nobel, Ludvig e Robert, fundaram a companhia petrolífera Branobel e ficaram imensamente ricos por direito próprio. A Nobel investiu nelas e acumulou grande riqueza através do desenvolvimento dessas novas regiões petrolíferas. Durante sua vida, Nobel recebeu 355 patentes internacionalmente e, até sua morte, seu negócio havia estabelecido mais de 90 fábricas de armamentos, apesar de seu caráter aparentemente pacifista.
Nobel descobriu que quando a nitroglicerina foi incorporada em uma substância inerte absorvente como kieselguhr (terra diatomácea) tornou-se mais segura e mais conveniente de manusear, e essa mistura ele patenteou em 1867 como "dinamite". Nobel demonstrou seu explosivo pela primeira vez naquele ano, em uma pedreira em Redhill, Surrey, Inglaterra. A fim de ajudar a restabelecer seu nome e melhorar a imagem de seu negócio das controvérsias anteriores associadas a explosivos perigosos, Nobel também considerou nomear a substância altamente poderosa "Pó de Segurança do Nobel", mas concordou com Dynamite, referindo-se à palavra grega para "potência").

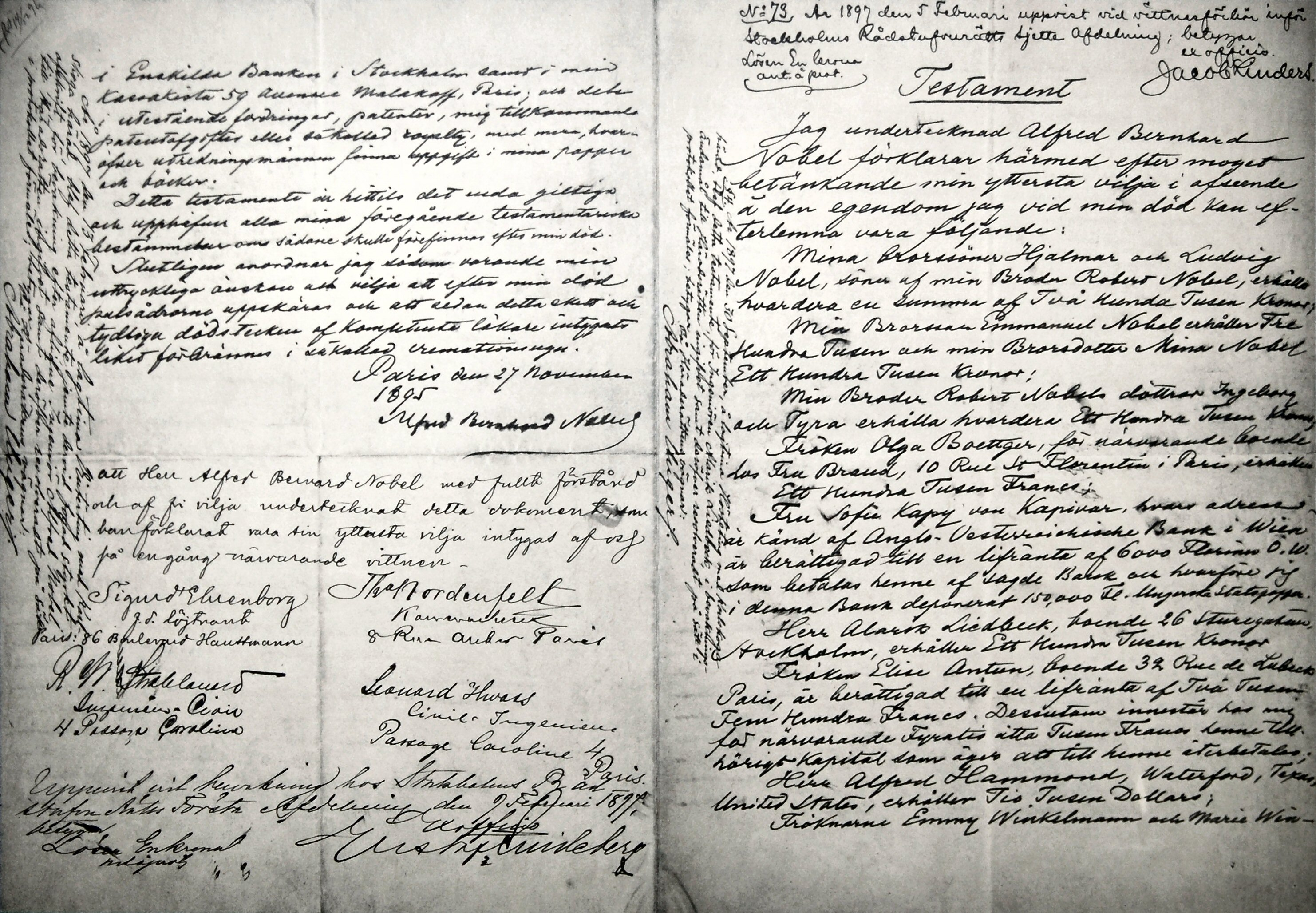
Testamento de Alfred Nobel.

Mais tarde, Nobel combinou nitroglicerina com vários compostos de nitrocelulose, semelhantes ao colódio, mas optou por uma receita mais eficiente combinando outro explosivo de nitrato e obteve uma substância transparente e gelatinosa, que era um explosivo mais poderoso que a dinamite. Gelignite, ou gelatina de detonação, como foi nomeada, foi patenteada em 1876; e foi seguido por uma série de combinações semelhantes, modificadas pela adição de nitrato de potássio e várias outras substâncias. A gelignite era mais estável, transportável e convenientemente formada para caber em furos perfurados, como os usados em perfuração e mineração, do que os compostos usados anteriormente. Foi adotada como a tecnologia padrão para mineração na "Era da Engenharia", trazendo a Nobel uma grande quantidade de sucesso financeiro, embora com um custo para sua saúde. Um desdobramento dessa pesquisa resultou na invenção da balistita por Nobel, o precursor de muitos explosivos modernos em pó sem fumaça e ainda usado como propulsor de foguetes.
Além da poesia, que desde 2007 é publicada em um volume de coleção, Nobel também escreveu a peça histórica Nêmesis sobre a violenta história da família nobre italiana Cenci no século XVI, que foi retratada de várias formas na literatura, incluindo Beatrice Cenci e também envolvendo o Papa Clemente VIII. A peça só foi publicada após a sua morte e teve a sua estreia apenas a 10 de Dezembro de 2005 no Teatro Intima de Strindberg. Nathan Söderblom, mais tarde arcebispo, ficou indignado com o conteúdo da peça e fez com que toda a edição fosse destruída. Algumas cópias individuais foram esquecidas, mas foram encontradas novamente no início do século XX.

### Morte
|                                                                                              |  |  |
| Máscara mortuária de Alfred Nobel , em Björkborn , residência de Nobel em Karlskoga , Suécia |  |  |

Nobel foi acusado de alta traição contra a França por vender Ballistite para a Itália, então ele se mudou de Paris para Sanremo, Itália em 1891. Morreu de hemorragia cerebral, em 10 de dezembro de 1896, na sua casa em San Remo (Itália). No seu testamento havia a indicação para a criação de uma fundação que premiasse anualmente as pessoas que mais tivessem contribuído para o desenvolvimento da Humanidade. Em 1900 foi criada a Fundação Nobel que atribuía cinco prémios em áreas distintas: Química, Física, Medicina, Literatura (atribuídos por especialistas suecos) e Paz Mundial (atribuído por uma comissão do parlamento norueguês).

### Legado

#### Monumentos
O Monumento a Alfred Nobel (em russo: Памятник Альфреду Нобелю, 59.960787°N 30.334905°E) em São Petersburgo está localizado ao longo do rio Bolshaya Nevka no aterro Petrogradskaya. Foi dedicado em 1991 para marcar o 90º aniversário da primeira entrega do Prêmio Nobel. O diplomata Thomas Bertelman e o professor Arkady Melua foram os iniciadores da criação do monumento (1989). O professor A. Melua forneceu fundos para a criação do monumento ( JSCo. "Humanistica", 1990-1991). A escultura abstrata de metal foi projetada pelos artistas locais Sergey Alipov e Pavel Shevchenko, e parece ser uma explosão ou galhos de uma árvore. Petrogradskaya Embankment é a rua onde a família de Nobel viveu até 1859.

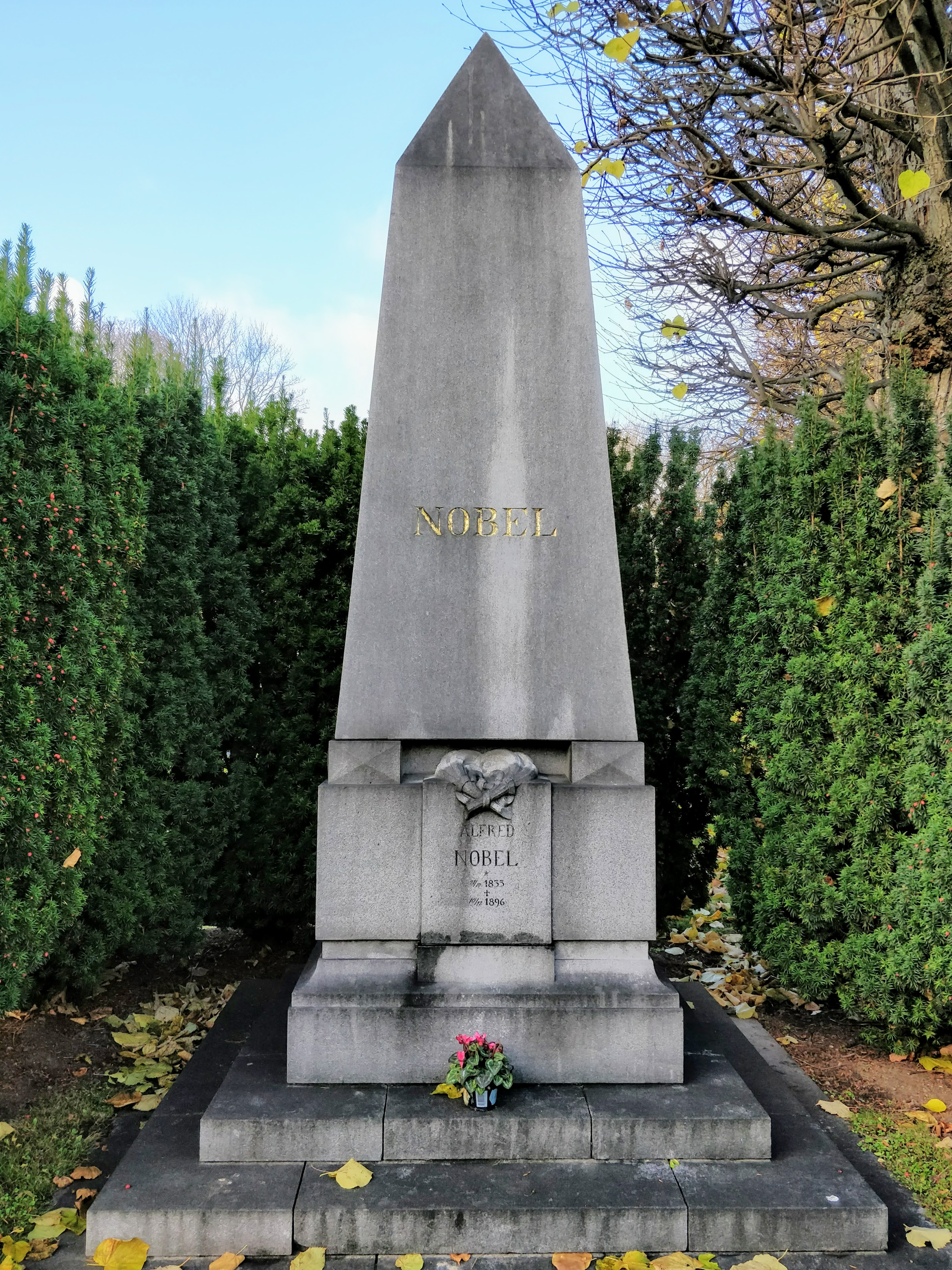
Sepultura de Alfred Nobel

A Universidade Alfred Nobel (Ucrânia Alfred Nobel University, Academia Ucraniana de Ciências) é uma instituição privada ucraniana de ensino superior na cidade de Dnipro. Foi fundada em 1993 como a Academia Dnepropetrovsk de Gestão, Negócios e Direito (DAUBP); desde 2001 — Universidade de Economia e Direito de Dnepropetrovsk (DUEP). Em 2010, a DUEP recebeu o nome de Alfred Nobel, e em 2011 ficou conhecida apenas como Universidade de Dnepropetrovsk em sua homenagem. Inclui, como filial, o Instituto Kremenchuk da Universidade Alfred Nobel.

## O Prêmio Nobel

Frente (anverso) de uma das medalhas do Prêmio Nobel de Fisiologia ou Medicina concedida em 1950 a pesquisadores da Clínica Mayo em Rochester, Minnesota.

Em 1888, a morte de seu irmão Ludvig fez com que vários jornais publicassem obituários de Alfredo por engano. Um jornal francês o condenou por sua invenção de explosivos militares – e não, como é comumente citado, dinamite, que era usado principalmente para aplicações civis – e dizem que o levou a decidir deixar um legado melhor após sua morte.[carece de fontes?] O obituário dizia, Le marchand de la mort est mort ("O mercador da morte está morto"), e continuou dizendo, "Dr. Alfred Nobel, que ficou rico encontrando maneiras de matar mais pessoas mais rápido do que nunca, morreu ontem". Nobel leu o obituário e ficou chocado com a ideia de que ele seria lembrado dessa maneira. Sua decisão de doar postumamente a maior parte de sua riqueza para fundar o Prêmio Nobel foi creditada, pelo menos em parte, a ele querer deixar um legado melhor.
Em 27 de novembro de 1895, no Clube Sueco - Norueguês de Paris, Nobel assinou sua última vontade e testamento e reservou a maior parte de sua propriedade para estabelecer os Prêmios Nobel , a serem concedidos anualmente sem distinção de nacionalidade. Após impostos e legados a indivíduos, o testamento de Nobel alocou 94% de seus ativos totais, 31 225 000 coroas suecas , para estabelecer os cinco Prêmios Nobel. Este convertido para £ 1 687 837 (GBP) na época. Em 2012, o capital valia cerca de SEK 3,1 bilhões (US $ 472 milhões, EUR 337 milhões), o que é quase o dobro do capital inicial, levando em conta a inflação. A fortuna destinava-se ao estabelecimento de prêmios para realizações em física , química , medicina . , literatura e atividades para fortalecer a paz . A leitura será:
"Eu, abaixo assinado, Alfred Bernhard Nobel, tendo considerado e decidido, declaro minha vontade em relação aos bens adquiridos por mim ... trouxe o maior benefício para a humanidade.

As porcentagens indicadas devem ser divididas em cinco partes iguais, que se destinam: a primeira parte àquele que fez a descoberta ou invenção mais importante no campo da física, a segunda - no campo da química, a terceira - no campo da fisiologia ou da medicina, a quarta - para quem criou a obra literária mais significativa que reflete os ideais humanos, a quinta - para alguém que dará uma contribuição significativa para a reconciliação dos povos, a destruição da escravidão, a redução do número de exércitos existentes e a promoção de um acordo de paz.

…O meu desejo particular é que a nacionalidade do candidato não influencie a atribuição de prémios, para que os mais merecedores recebam o prémio, independentemente de serem escandinavos ou não."— - Alfred Nobel

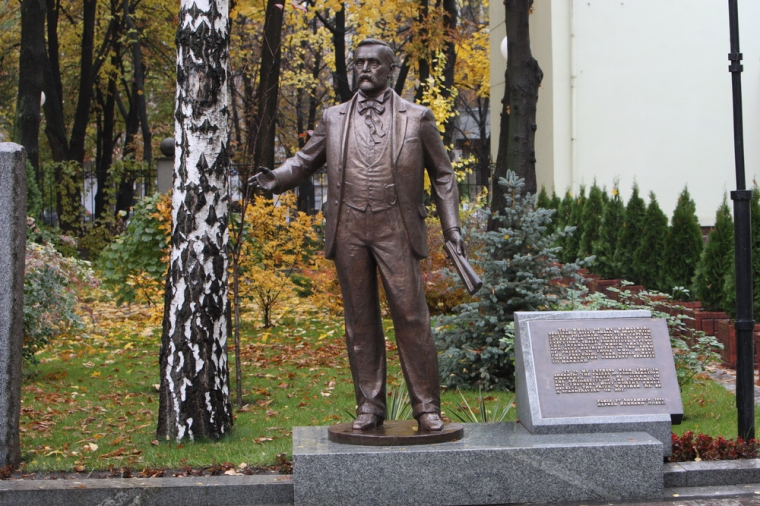
O monumento a Alfred Nobel no parque memorial Alfred Nobel Planet

Os três primeiros desses prêmios são concedidos por eminência em ciências físicas, em química e em ciências médicas ou fisiologia; o quarto é para o trabalho literário "em uma direção ideal" e o quinto prêmio é para a pessoa ou sociedade que presta o maior serviço à causa da fraternidade internacional, na supressão ou redução de exércitos permanentes, ou no estabelecimento ou promoção de congressos de paz.
A formulação do prêmio literário dado a uma obra "em uma direção ideal" (i idealisk riktning em sueco), é enigmática e tem causado muita confusão. Por muitos anos, a Academia Sueca interpretou "ideal" como "idealista" (idealistisk) e usou isso como motivo para não dar o prêmio a autores importantes, mas menos românticos, como Henrik Ibsen e Leo Tolstoy. Esta interpretação foi, entretanto, revista, tendo o prémio sido atribuído, por exemplo, a Dario Fo e José Saramago, que não pertencem ao campo do idealismo literário.
Havia espaço para interpretação pelos órgãos que ele nomeou para decidir sobre os prêmios de ciências físicas e química, já que ele não os havia consultado antes de fazer o testamento. Em seu testamento de uma página, ele estipulou que o dinheiro fosse para descobertas ou invenções nas ciências físicas e para descobertas ou melhorias na química. Ele abriu as portas para prêmios tecnológicos, mas não deixou instruções sobre como lidar com a distinção entre ciência e tecnologia. Como os órgãos de decisão que ele escolheu estavam mais preocupados com os primeiros, os prêmios foram para os cientistas com mais frequência do que para engenheiros, técnicos ou outros inventores.
Em 1969 criou-se um novo prémio na área da Economia (financiado pelo Banco da Suécia), o Prémio de Ciências Económicas em memória de Alfred Nobel. Mas de fato, esse prêmio não tem ligação com Alfred Nobel, não sendo pago com o dinheiro privado da Fundação Nobel, mas com dinheiro público do banco central sueco, embora os ganhadores sejam também escolhidos pela Academia Real das Ciências da Suécia. O vencedor do Prêmio Nobel recebe uma medalha Nobel em ouro e um diploma Nobel. A importância do prémio varia segundo as receitas da Fundação obtidas nesse ano. Assim, nasceu o Prémio Nobel, concedido todos os anos pela Real Academia de Ciências da Suécia. Ele havia deixado a maior parte de sua riqueza em fideicomisso, sem o conhecimento de sua família, para financiar os prêmios do Prêmio Nobel. Ele está enterrado em Norra begravningsplatsen em Estocolmo. Encontra-se sepultado no Norra begravningsplatsen, Solna, Estocolmo na Suécia.
O banco central da Suécia, Sveriges Riksbank, celebrou seu 300º aniversário em 1968, doando uma grande soma de dinheiro à Fundação Nobel para ser usada para estabelecer um sexto prêmio no campo da economia em homenagem a Alfred Nobel. Em 2001, o sobrinho-bisneto de Alfred Nobel, Peter Nobel (nascido em 1931), pediu ao Banco da Suécia para diferenciar seu prêmio para economistas dado "em memória de Alfred Nobel" dos outros cinco prêmios. Este pedido aumentou a controvérsia sobre se o Prêmio do Banco da Suécia em Ciências Econômicas em Memória de Alfred Nobel é realmente um legítimo "Prêmio Nobel".